# Herz-Jesu-Kirche (Bilsdorf)

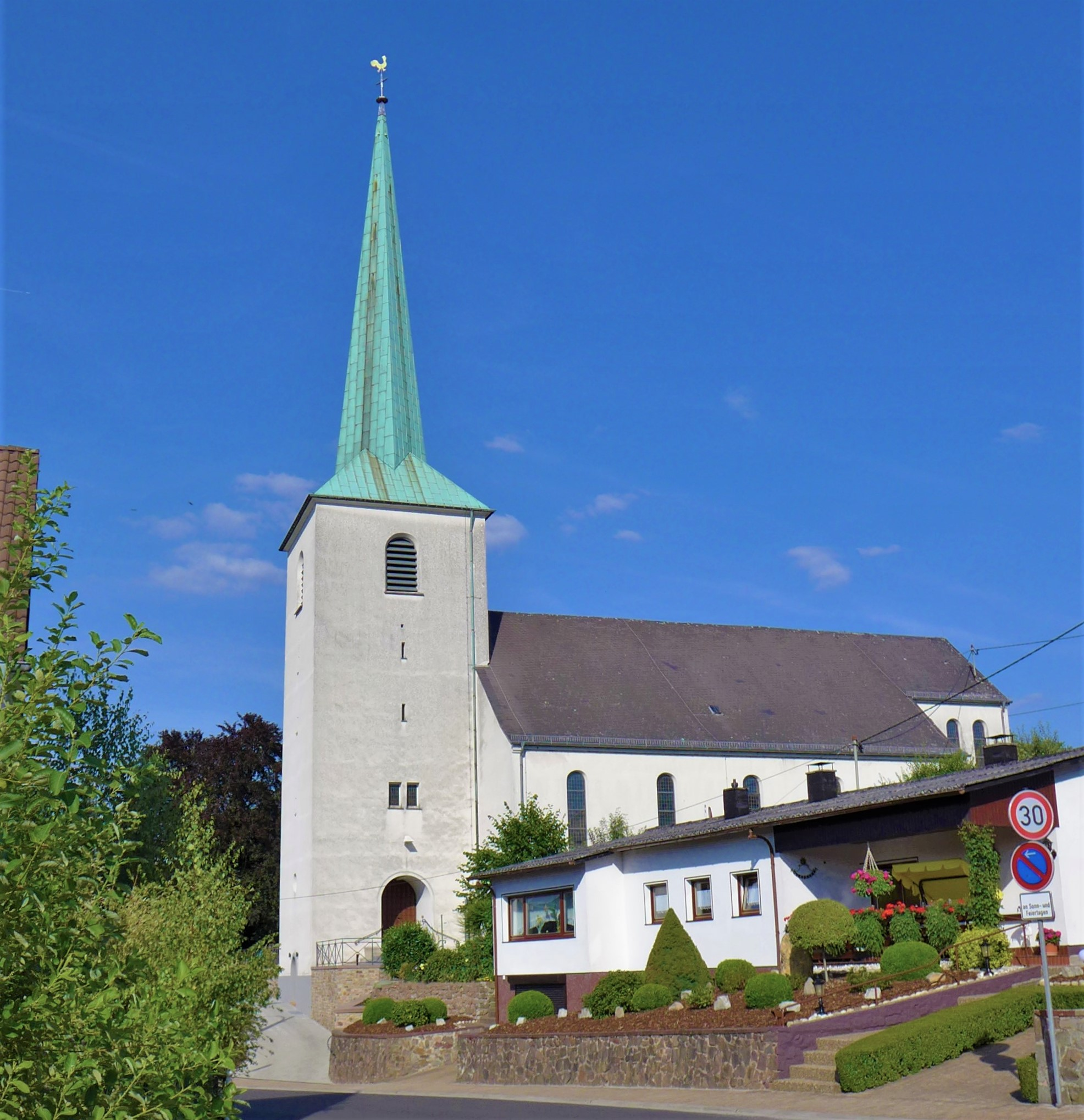
Herz-Jesu-Kirche (Bilsdorf)

Die Herz-Jesu-Kirche ist eine römisch-katholische Pfarrkirche in Bilsdorf, einem Ortsteil der Gemeinde Nalbach, im saarländischen Landkreis Saarlouis. Sie trägt das Patrozinium der Verehrung des heiligsten Herzens Jesu. Im Zuge der Strukturreform 2020 im Bistum Trier wurde zum 1. September 2011 die Pfarreiengemeinschaft Nalbach mit den eigenständigen Pfarreien St. Peter und Paul in Nalbach, St. Johannes der Täufer in Piesbach, Herz Jesu in Bilsdorf und St. Michael in Körprich errichtet.

## Geschichte

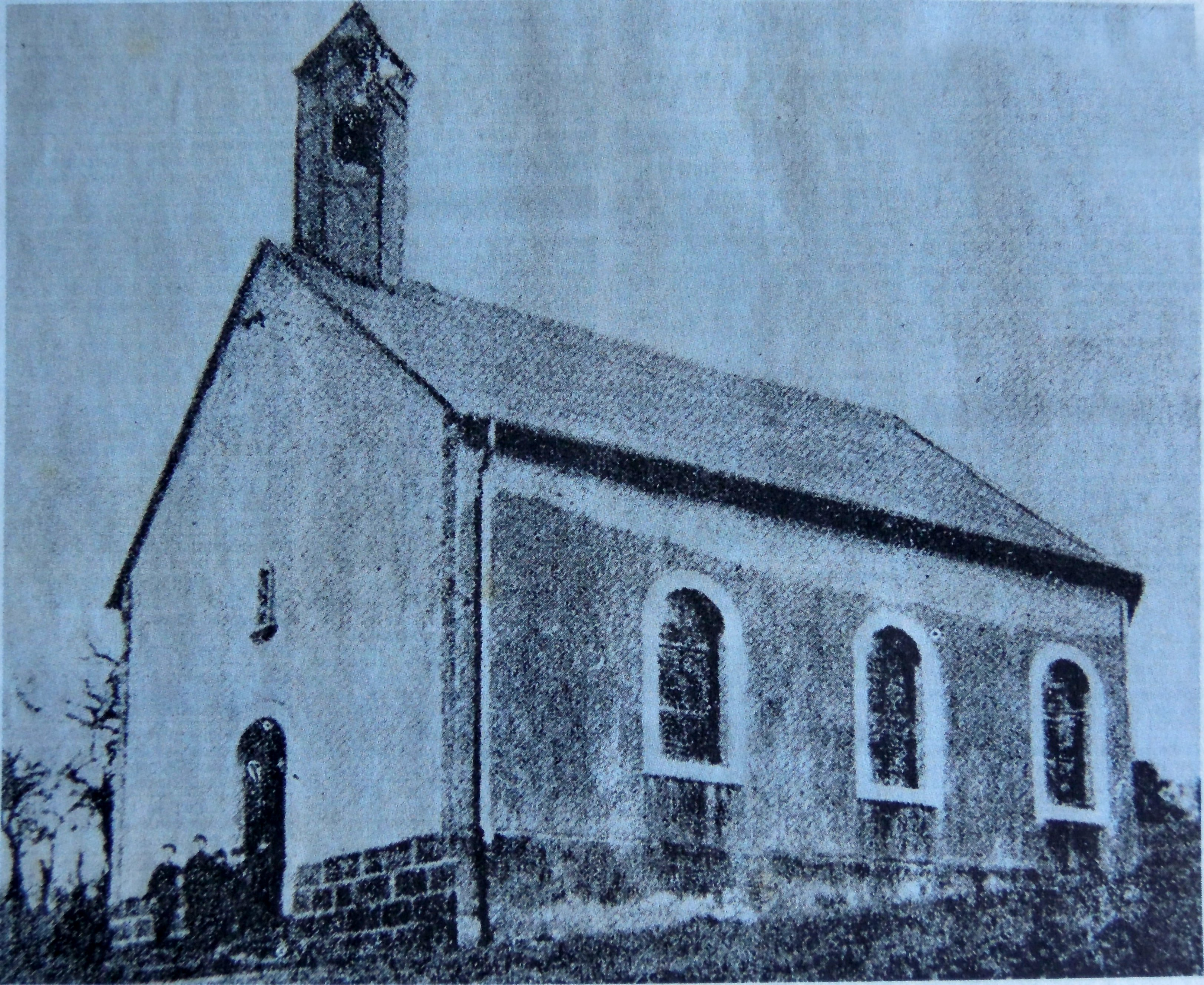
Bilsdorf, Alte Kapelle

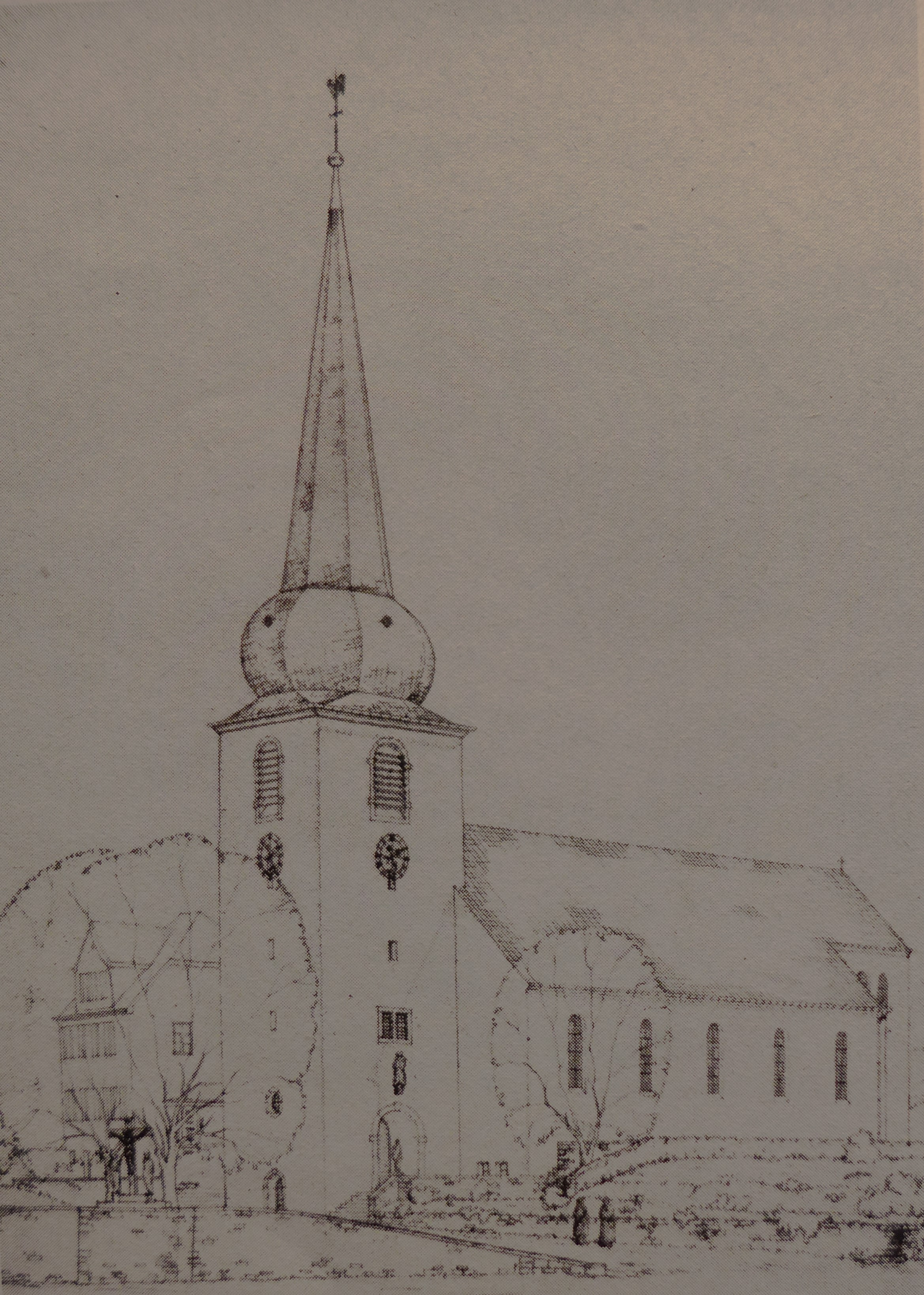
Herz-Jesu-Kirche (Bilsdorf), Bauentwurf mit barockisierender Zwiebel und oktogonaler Spitze

In Bilsdorf wurde im Jahr 1891 auf Initiative des Bilsdorfers Johann Didas eine Spendensammlung begonnen, die den Bau einer Kapelle ermöglichen sollte. Die Gemeinde stellte dazu ein Grundstück im Gewann „Auf dem Hübel“ zur Verfügung, auf dem bereits vorher eine Andachtsstätte gestanden hatte. In der neuen Kapelle wurden vom Nalbacher Pfarrer und seinem Kaplan an zwei Wochentagen die heilige Messe gehalten. Der Nalbacher Pfarrer Wilhelm Schröder sowie dessen Nachfolger Richard Meffert planten den Neubau einer neuen Kirche für Bilsdorf und Körprich an der Gemarkungsgrenze der beiden Dörfer. Die Bewohner der beiden Orte konnten sich jedoch nicht einigen und planten für jedes Dorf einen eigenen Sakralbau.
Im Jahr 1921 wurde Bilsdorf zur Außenkaplanei von Nalbach erhoben. Jakob Cornelius, der bis dahin Kaplan der Rodener Kirche Maria Himmelfahrt gewesen war, wurde am 30. Oktober 1921 zum Pfarrvikar in Bilsdorf ernannt. Der Bau eines Pfarrhauses erfolgte 1921–1922. Die Erdarbeiten hatten die Gemeindemitglieder in freiwilligem Dienst geleistet. Im Jahr 1939 wurde Bilsdorf zur Vikarie erhoben, die allerdings noch keine eigene Vermögensverwaltung hatte. Zur Kirchengemeinde mit eigener Vermögensverwaltung wurde Bilsdorf im Jahr 1946. Daraufhin riss man im Jahr 1949 die alte Kapelle aus dem Jahr 1891 ab. Am 1. September 1949 wurde der Grundstein zum Neubau gelegt. Bis zum Jahr 1951 errichtete man die jetzige Kirche, die von den Saarwellinger Architekten Heinrich Latz (Vater des Landschaftsarchitekten Peter Latz) und Toni Laub entworfen worden war. Am 3. Juni 1951 konnten Prälat Carl Kammer und der Dillinger Dechant Michael Held gemeinsam mit dem Bilsdorfer Vikar Karl Weller im Beisein des saarländischen Innenministers Edgar Hector das neue Gotteshaus einsegnen. Hector hatte mit dem Bilsdorfer Pfarrer Nikolaus Demmer, der Mitglied der katholischen Zentrumspartei gewesen war, in der Zeit vor der Saarabstimmung vom 13. Januar 1935 im Bilsdorfer Pfarrhaus Treffen von NS-Gegnern arrangiert.
Der aus Nunkirchen stammende Pfarrer Nikolaus Demmer (1892–1954) war im Jahr 1933 nach der nationalsozialistischen Machtergreifung und mehreren kurzzeitigen Verhaftungen aufgrund von massiver Gegnerschaft zum NS-Regime von Mandern in das unter der Verwaltung des Völkerbunds stehende Saargebiet geflüchtet. Der damalige Nalbacher Pastor Richard Meffert, der mit Demmer befreundet war, verschaffte diesem am 1. April 1933 eine neue provisorische Seelsorgestelle in Bilsdorf. Aber auch an seiner neuen Wirkungsstelle in Bilsdorf positionierte sich Pfarrer Demmer von 1933 bis 1935 nicht nur von der Kanzel aus gegen die Nationalsozialisten, sondern warnte im Gegensatz zur politischen Einstellung seines Trierer Oberhirten Franz Rudolf Bornewasser in zahlreichen Veröffentlichungen permanent vor einer Rückgliederung des Saargebiets an das nationalsozialistisch beherrschte Deutsche Reich, das er als Unrechtsstaat brandmarkte. Demmer, der Mitglied der katholischen Zentrumspartei war, arrangierte fortan im Bilsdorfer Pfarrhaus Treffen von NS-Gegnern aus Saarlouis, wie z. B. Edgar Hector. Diese Treffen wurden vom Bilsdorfer Schulleiter und Ortsgruppenleiter der NS-Organisation „Deutsche Front Bilsdorf“, Jakob Weyrich, argwöhnisch beobachtet. Weyrich ließ Demmer bespitzeln und setzte die SA auf ihn an, die zwischen 1933 und 1934 mehrfach versuchten, den Seelsorger ins Reichsgebiet zu entführen. Am 26. April 1934 erging ein Haftbefehl gegen Demmer aufgrund der antifaschistischen Intention seiner Predigten und angeblicher Vergehen gegen das Heimtückegesetz. Demmer hatte öffentlich gewarnt, der Nationalsozialismus führe zur Katastrophe der Welt. Bereits einen Tag später, am 26. April 1934, suspendierte ihn der Trierer Generalvikar wegen politischer „Hetze“ im Saargebiet nach canon 2222. Auf Veranlassung des Trierer Bischofs wurde Demmer am 15. August 1934 aufgefordert, das Saargebiet zu verlassen.
In den Jahren von 1933 bis 1935 brachte der Bilsdorfer Ortsgruppenleiter Weyrich sämtliche Bilsdorfer Vereine hinsichtlich der Abstimmung zur Rückgliederung des Saargebiets an das Deutsche Reich auf seine politische Linie. Infolge des überwältigenden Sieges der Rückgliederungsbefürworter und der Machtübernahme der NSDAP im Saargebiet musste Demmer, der im Bilsdorfer Pfarrhaus vor Übergriffen nicht mehr sicher war, am 15. Januar 1935 aus dem Saarland zu Verwandten ins französische Lothringen fliehen. Da dort sein Antrag um Aufenthaltsgenehmigung abgelehnt wurde, floh Demmer weiter nach Redingen an der Attert in Luxemburg zu den Franziskanerinnen. Als Demmer Anfang 1938 in einem Schreiben an die Allgemeine Lebensversicherungsanstalt die Nationalsozialisten als „braune Pest“ bezeichnete, wurden neue Maßnahmen gegen ihn eingeleitet und ein Haftbefehl wegen „heimtückischen Angriffs“ auf Staat und Partei erlassen. Am 3. Juli 1939 wurde Demmer die deutsche Staatsangehörigkeit aberkannt. Nach dem Überfall der deutschen Wehrmacht auf das Großherzogtum Luxemburg am 10. Mai 1940 konnte sich Demmer nacheinander bei zwei Familien in Redingen bis Kriegsende verstecken. Durch die schmale Kost jener Zeit und den ständigen Aufenthalt in einem dunklen Zimmer erkrankte Demmer schwer an Skorbut und Magengeschwüren. Nach der Befreiung wurde Demmer Ende 1945 zum Pfarrer von Dasburg in der Eifel und gesundheitsbedingt im Jahr 1951 von Weiten ernannt. Demmer starb im Jahr 1954 in Weiten und wurde auf dem Friedhof seiner Heimatgemeinde Nunkirchen beerdigt.
Bis zur Fertigstellung der Bilsdorfer Kirche diente die Sakristei mit der Taufkapelle als Notkirche.
Erst im Jahr 1958 erfolgte die Abtrennung von der Mutterpfarrei Nalbach, im Jahr 1961 die Erhebung zur Pfarrei.

## Architektur und Ausstattung

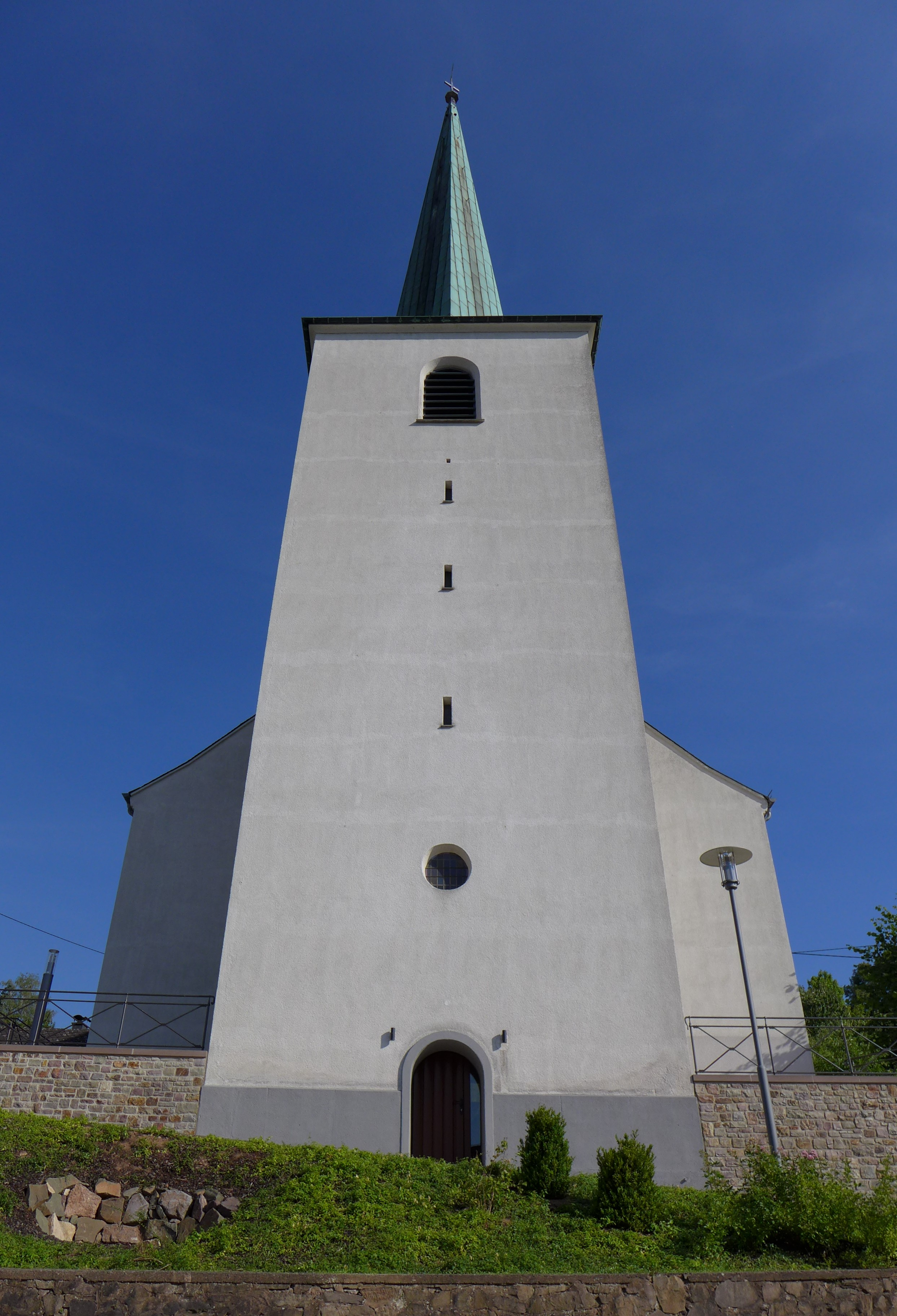
Turmfront
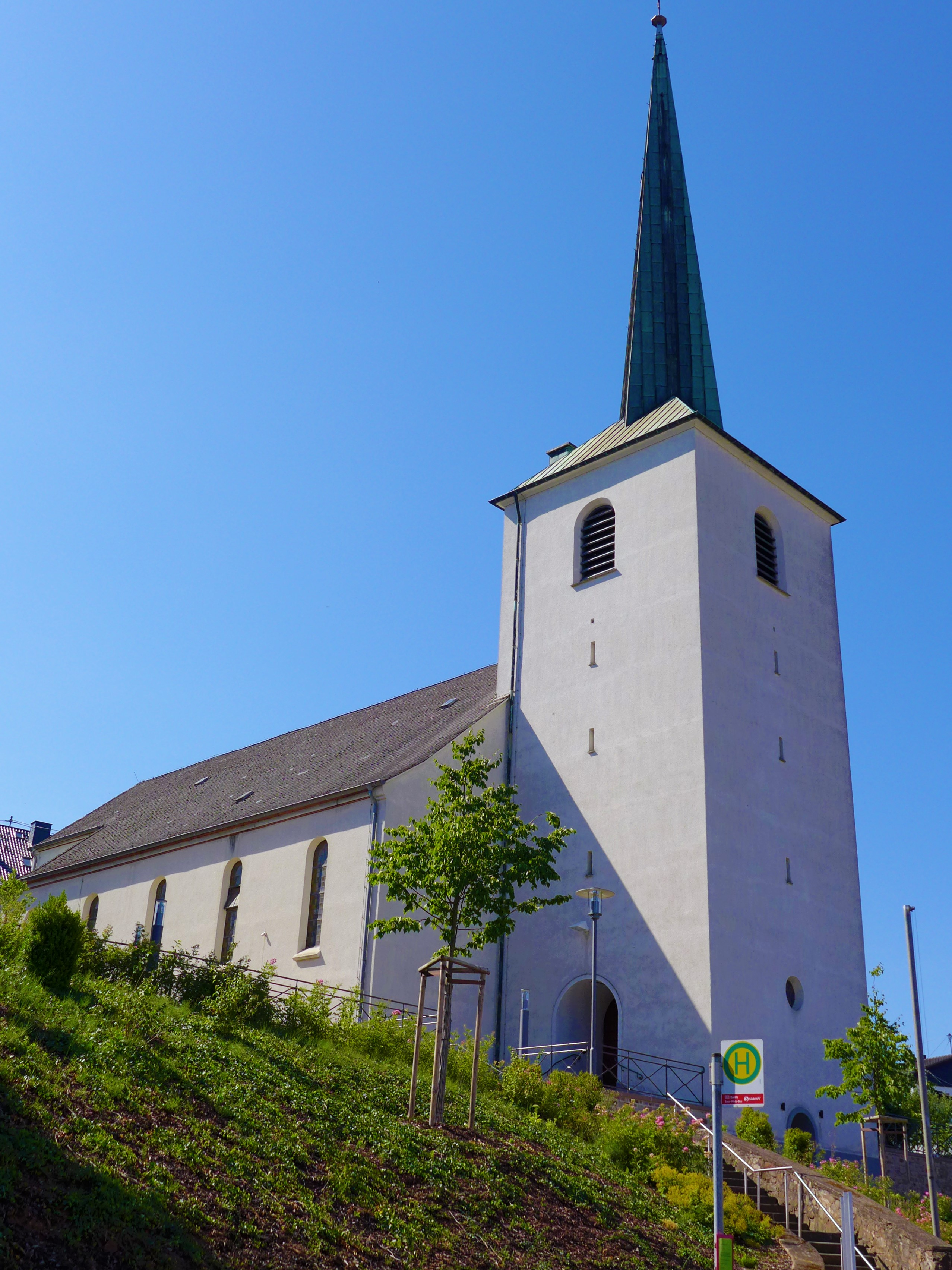
Seitenansicht des Turmes
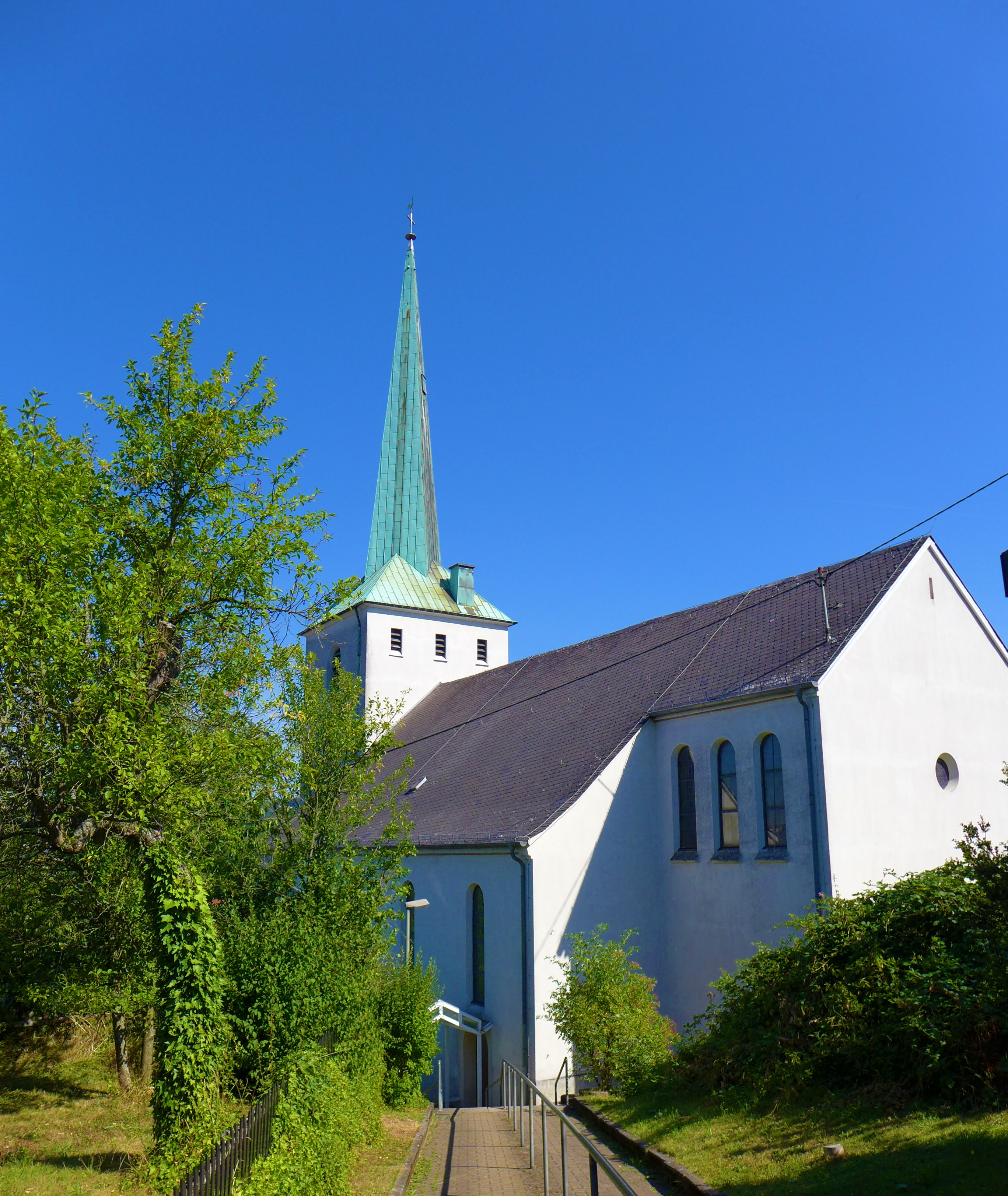
Äußere Chorpartie
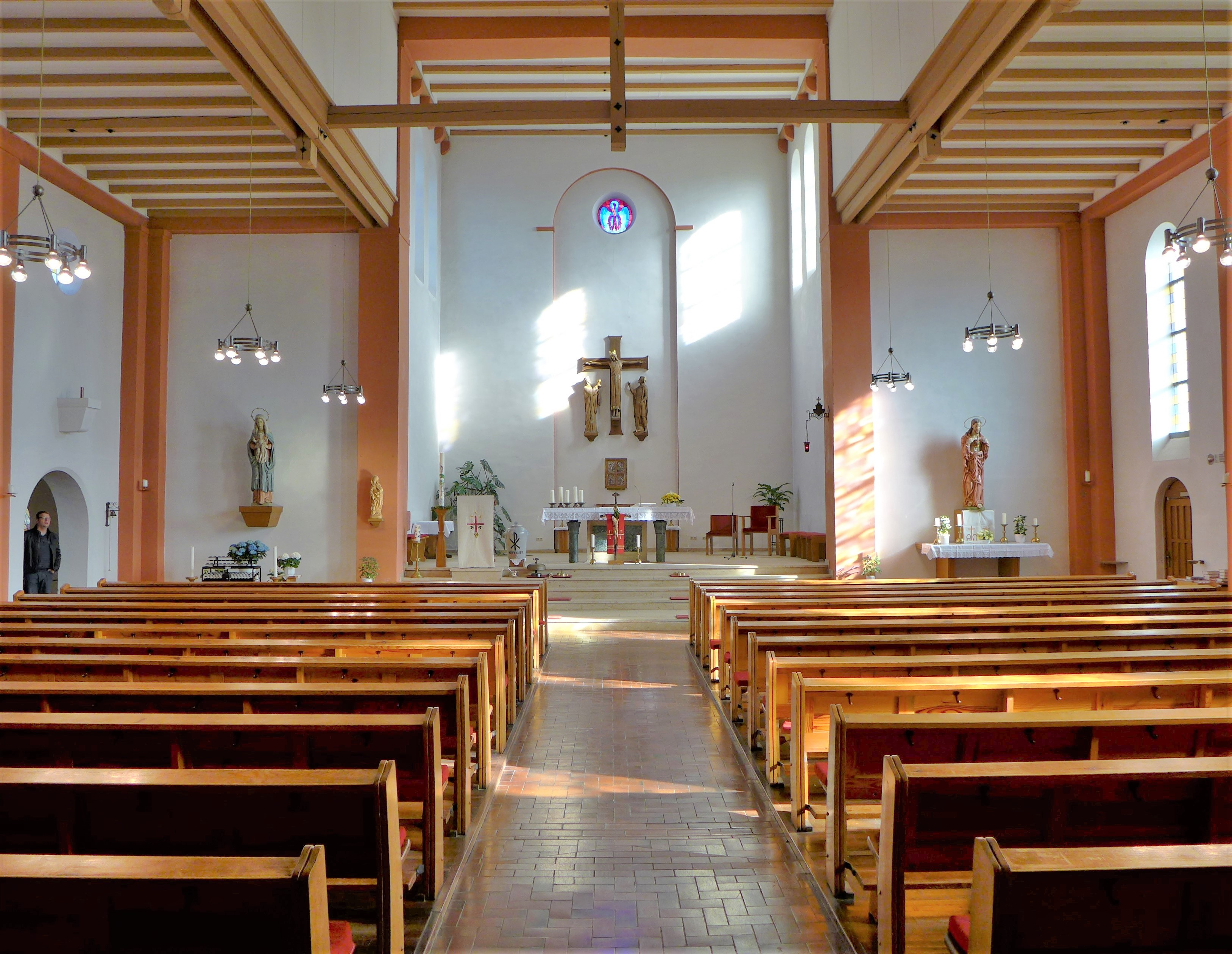
Kircheninneres mit Blick zur Apsis
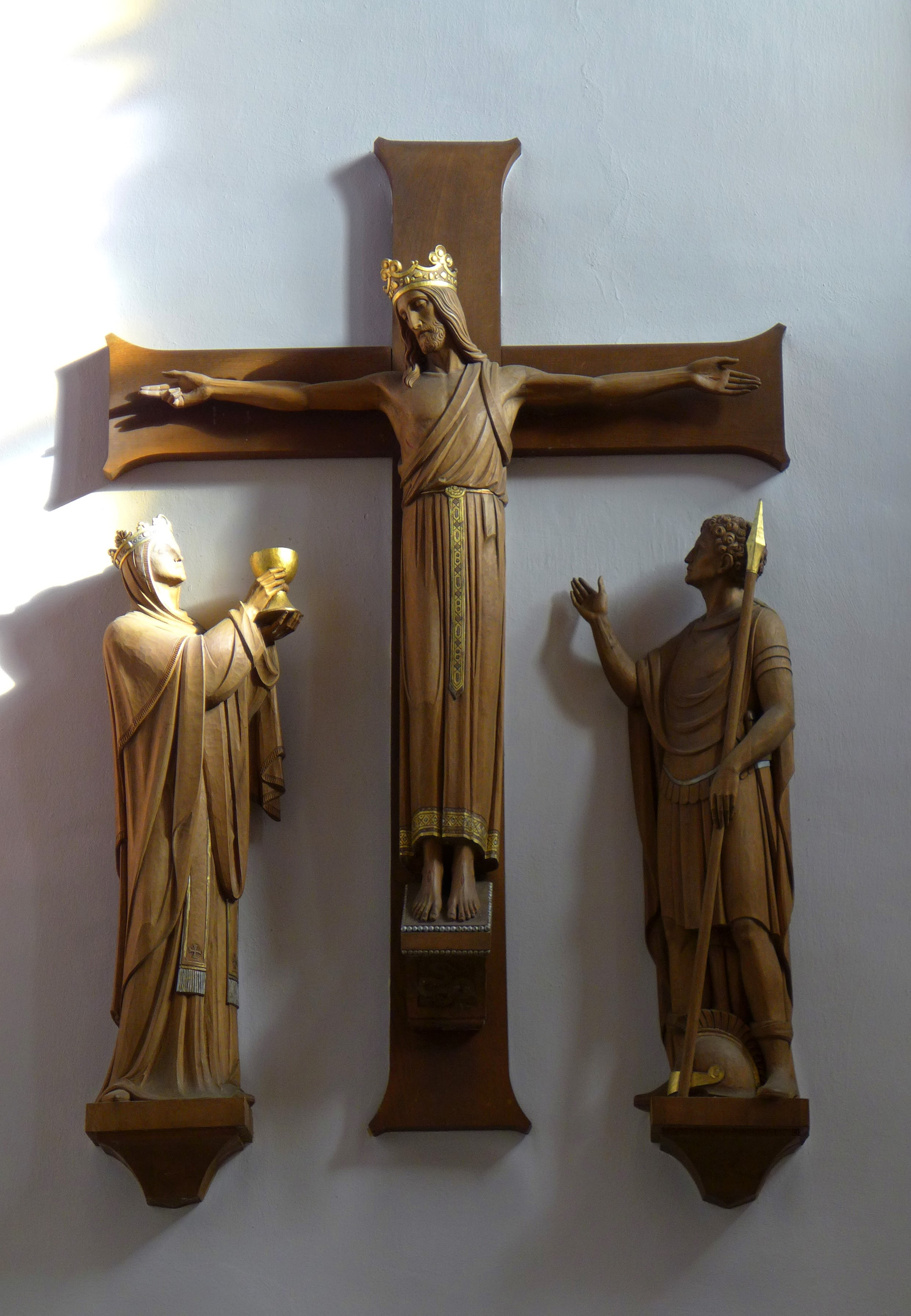
Kreuzigungsgruppe mit Allegorie der Ekklesia (links) und römischem Hauptmann (rechts)
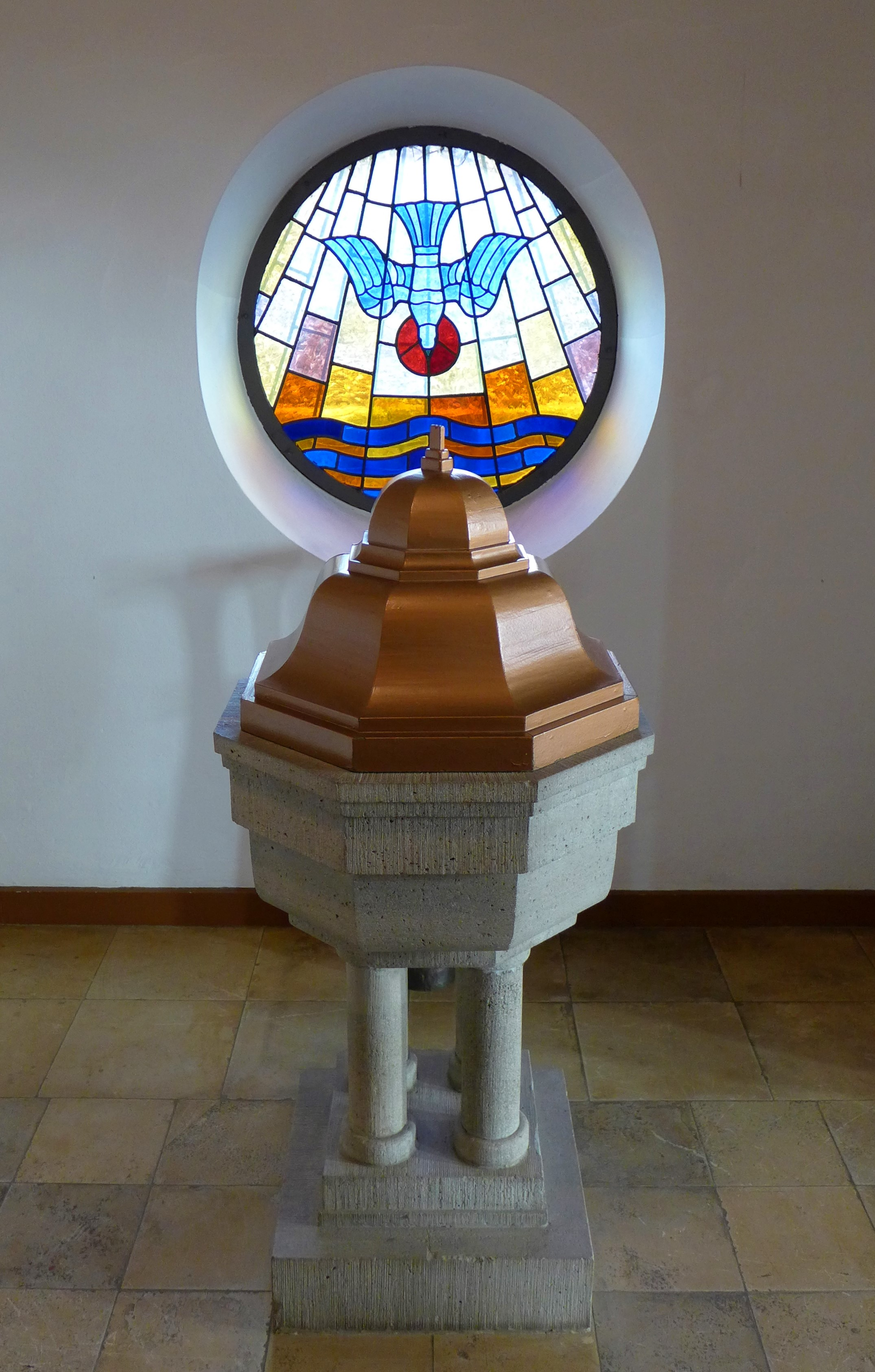
Taufstein in der Taufkapelle
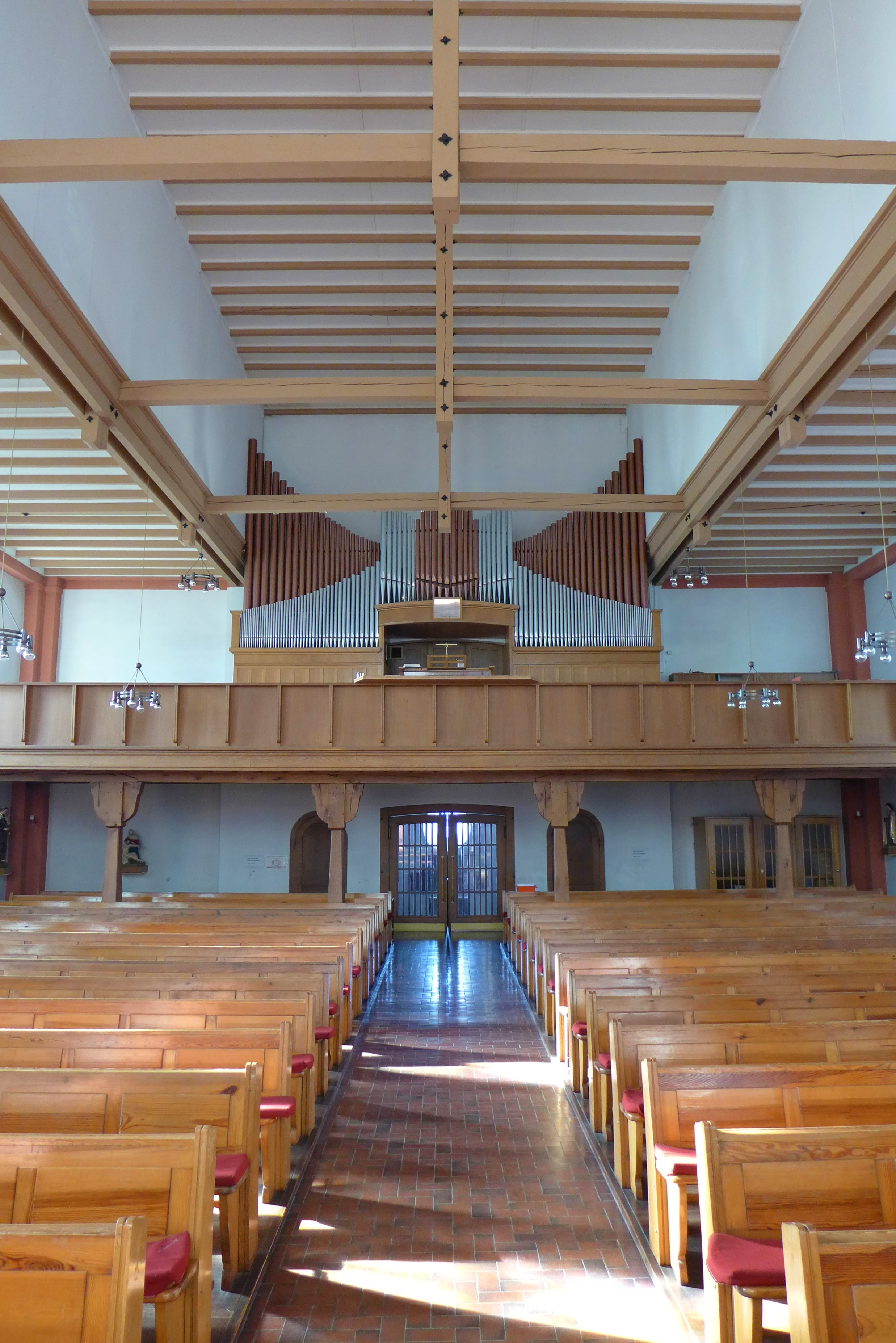
Kircheninneres mit Blick zur Orgel
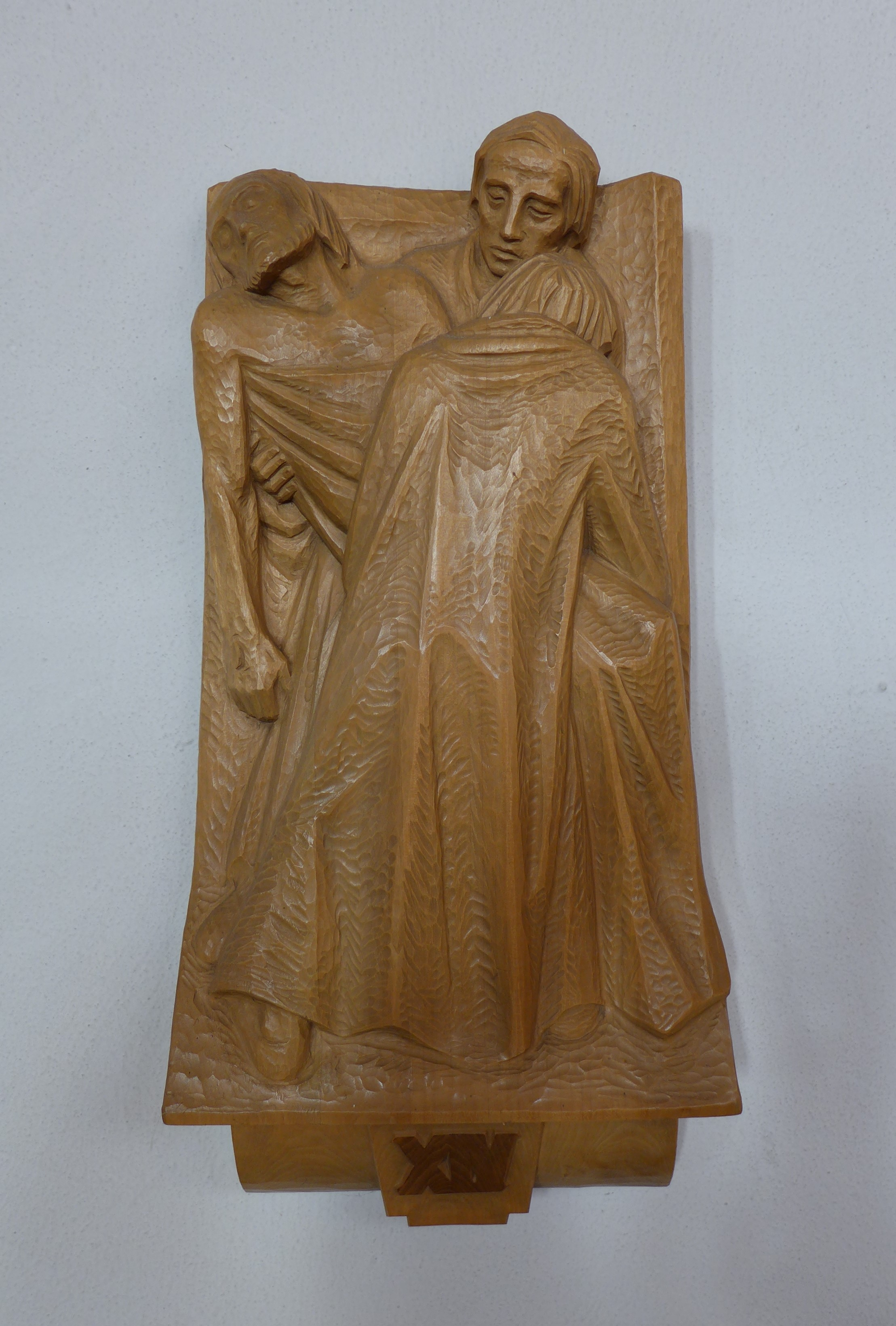
Kreuzwegstation
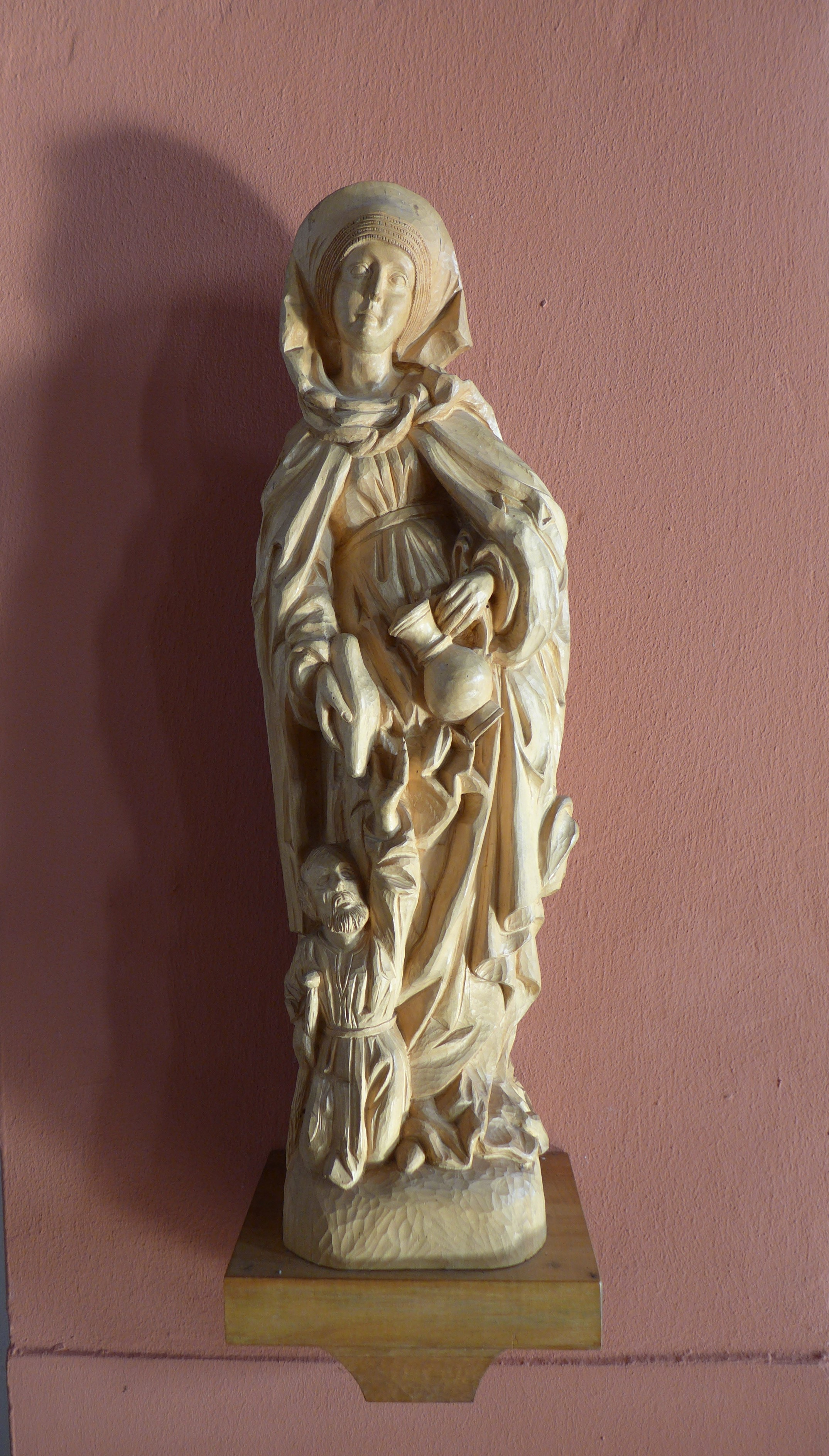
Heilige Elisabeth
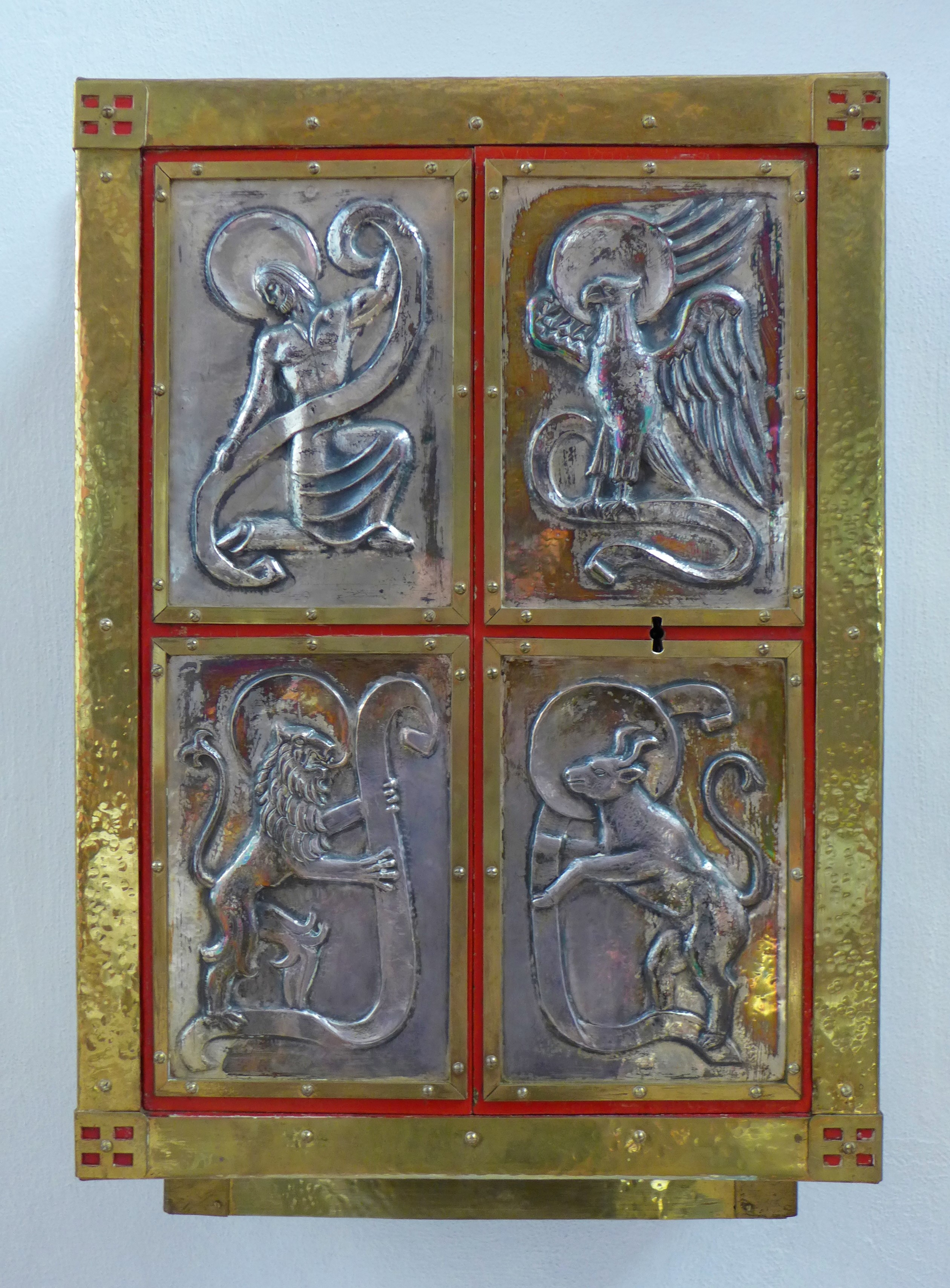
Tabernakel

Die Kirche wurde im Stil des romanisierenden Abstraktions-Historismus errichtet. Es handelt sich um eine Saalkirche mit mittig vorgestelltem Turm sowie eingezogenem, gerade schließendem Chor. Die Fenster schließen überwiegend mit romanisierenden Rundbögen. Der wuchtige Turm erhebt sich auf quadratischem Grundriss ohne sichtbare Geschossgliederung. Schießschartenartige Fensteröffnungen leiten zum Glockengeschoss über, das sich vorne und zu den Seiten in rundbogigen Schallfenstern öffnet. An der zum Kirchenschiff weisenden Seite des Turms sind drei kleinere hochrechteckige Fenster positioniert. Der mit Kupferblech gedeckte, grün patinierte Turmhelm ist als hoher, übereckgestellter, vierseitiger Knickhelm gestaltet. Ursprünglich war der Turm provisorisch nur mit einem niedrigen Pyramidendach gedeckt, dem erst später der hohe Helm aufgesetzt wurde. Die Entwurfszeichnung von Heinrich Latz und Toni Laub sah noch eine mächtige, barockisierende Zwiebelhaube mit oktogonalem Spitzhelm vor. Der Chor ist eingezogen und wird seitlich von jeweils drei Rundbogenfenstern beleuchtet. Die Chorwand öffnet sich in der Höhe mit einem kleinen Radfenster. Das Kirchendach ist mit Schiefer gedeckt. Der Bau ist verputzt und weiß gestrichen.
Die Innenwände des fünfachsigen Sakralbaus sind durch Lisenen gegliedert. Die Kirchendecke ist als gestufte Balkendecke mit mittig freiliegenden Dachbalken und einfachem Hängewerk-Dachstuhl gestaltet, der dem Raum einen scheunenartig-rustikalen Charakter verleiht und Bezug nimmt auf die bäuerliche Geschichte des Dorfes. Die Deckenabstufung gibt dem Raum einen dreischiffigen Eindruck. Eine ähnliche Deckenlösung hatten die Architekten Ludwig Becker und Anton Falkowski (Mainz) in den Jahren 1930 bis 1933 in der Marienkirche im nahegelegenen Schmelz-Außen gewählt. Von der Kirchendecke in Bilsdorf hängen moderne Radleuchter herab.
Zur Ausstattung der Kirche gehören eine Marienstatue sowie eine Herz-Jesu-Statue. Die beiden rustikal aus Holz geschnitzten, farbig gefassten Skulpturen wurden im Jahr 1951 von dem Bildhauer Jakob Adlhart (Hallein bei Salzburg) angefertigt. Adlhart gestaltete den roten Gewandüberwurf Jesu so, dass dieser an ein Gespinst von Blutgefäßen erinnert. Die Nagelwunden Jesu weisen auf die Kreuzigung hin. Mit beiden Händen deutet Jesus auf sein von einem Strahlenkranz umgebenes, dornenumwundenes Herz, aus dem Flammen emporschlagen, die ein kleines Kreuz umzüngeln. Die Haltung der Füße deutet an, dass sich Jesus dem Betrachter nähern will. Die Marienfigur zeigt die Gottesmutter als junge Frau mit rötlicher Tunika, bläulichem Mantel und weißem Schleier. Ihr Haupt ist mit dem apokalyptischen Sternenkranz umgeben. Weitere apokalyptische Attribute (Sonnenkleid, Mondsichel) der Mulier-Amicta-Sole-Vision aus der Offenbarung des Johannes (Offb 12,1 ) fehlen. Maria hält den kleinen, gewindelten Jesusknaben vor ihrer Brust dem Betrachter entgegen. Das Jesuskind hat die Hände zum Segensgestus erhoben.
Die aus Holz gefertigte, ungefasste Statue der heiligen Elisabeth von Thüringen in spätgotischer Formensprache schuf der Bilsdorfer Amateurschnitzer Nikolaus Dell.
An der Chorwand befindet sich in einer flach schließenden, hohen und schmalen Rundbogennische eine Kreuzigungsgruppe der Maria-Laacher Kunstschule. Die beiden Assistenzfiguren des gekreuzigten, bekleideten und gekrönten Christus sind eine gekrönte Allegorie der Ecclesia mit Kelch als Symbolfigur des Christentums (links) und des römischen Hauptmanns mit Lanze als Symbolfigur des Heidentums (rechts). Beider Blicke wenden sich dem Gekreuzigten zu. Während die Ecclesia zum Auffangen des Blutes Jesu den Kelch emporhält, nimmt der römische Hauptmann mit seiner erhobenen Rechten Kontakt mit dem sterbenden Jesus auf. Jesu Blick ruht auf der Gestalt der Ecclesia. Die Figuren weisen insgesamt einen romanisierenden Habitus auf, wie er in den Werkstätten von Maria Laach zu dieser Zeit üblich war.
Unterhalb der Kreuzigungsgruppe ist in die Wand der Tabernakel eingelassen. Die einflügelige Tür ist in vier hochrechteckige Felder eingeteilt, die im Uhrzeigersinn die Symbole der Evangelisten Johannes, Lukas, Markus und Matthäus zeigen. Die Felder in Silbertreibarbeit in goldenen Rahmen werden durch ein Kreuz aus schmalen roten Bändern voneinander getrennt. Das Hochrechteck, das aus den vier Evangelisten-Prägearbeiten gebildet wird, ist ebenfalls nochmals von einem schmalen roten Rahmen umgeben. Den Außenrahmen bildet ein archaisierend gehämmerter Goldrahmen, dessen Ecken von kleinen Kreuzplättchen mit vier roten Quadraten geschmückt sind. Die Metallarbeit führte der Saarbrücker Goldschmiedemeister Karl Mittermüller aus.

## Orgel

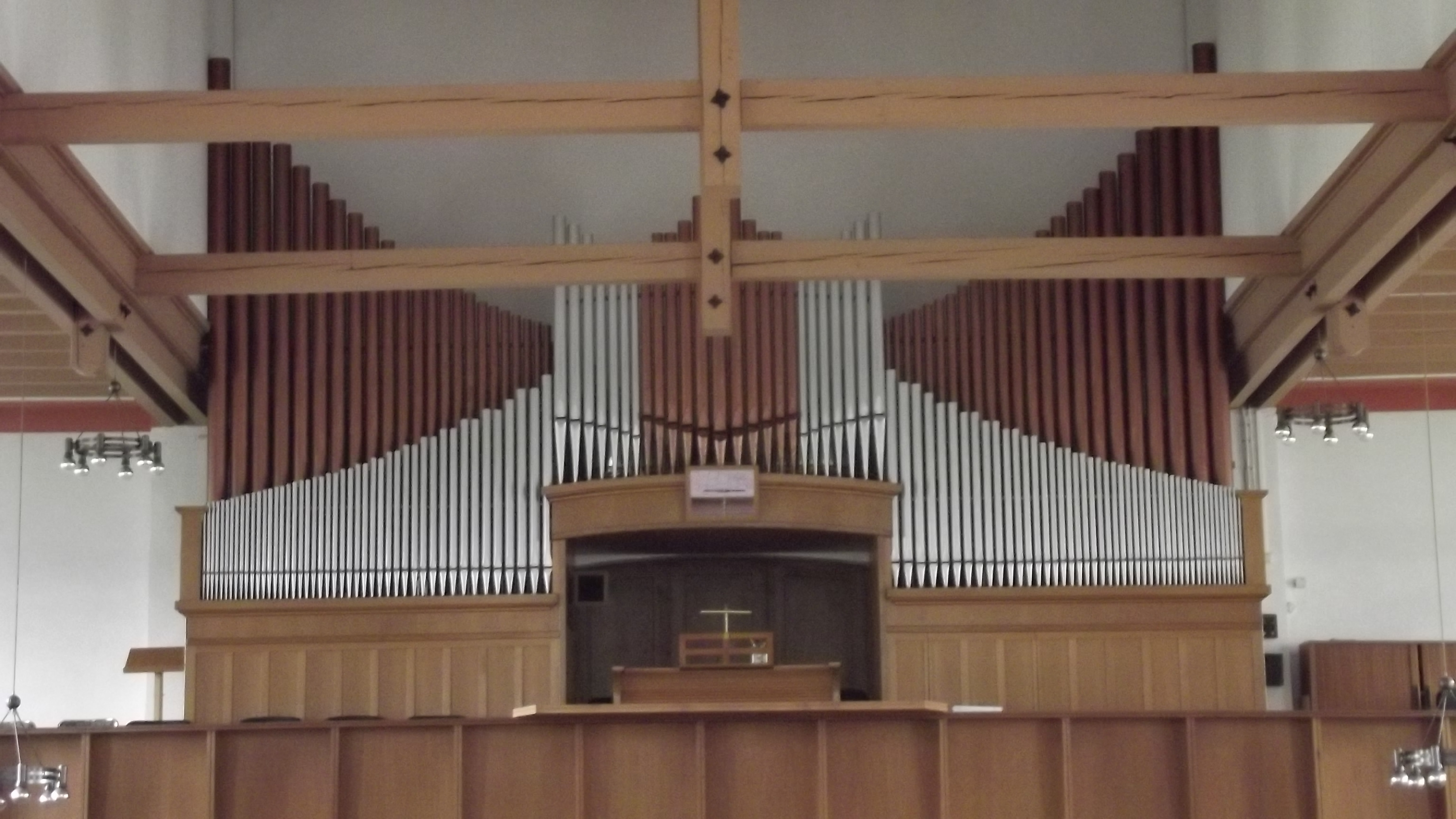
Prospekt der Mayer-Orgel

Die Orgel der Kirche wurde im Jahr 1956 von der Firma Hugo Mayer Orgelbau unter Verwendung von älterem Material erbaut. Das Kegelladen-Instrument mit gehäuselosem, zweifarbigem Freipfeifenprospekt verfügt über 19 Register, verteilt auf zwei Manuale und Pedal. Die Spiel- und Registertraktur ist elektropneumatisch. Die Disposition lautet wie folgt:
| I Hauptwerk C–g3 |                |    |
| 1.               | Praestant      | 8′ |
| 2.               | Flûte noir     | 8′ |
| 3.               | Salizional     | 8′ |
| 4.               | Oktav          | 4′ |
| 5.               | Nachthorn      | 4′ |
| 6.               | Kleinprinzipal | 2′ |
| 7.               | Mixtur         | IV |
| 8.               | Trompete       | 8′ |

| II Positiv C–g3 |                 |    |
| 9.              | Singend Gedackt | 8′ |
| 10.             | Prinzipal       | 4′ |
| 11.             | Blockflöte      | 4′ |
| 12.             | Waldflöte       | 2′ |
| 13.             | Cymbel III-IV   |    |
| 14.             | Sesquialter II  |    |
|                 | Tremulant       |    |

| Pedal C–f1 |             |     |
| 15.        | Subbass     | 16′ |
| 16.        | Oktavbass   | 8′  |
| 17.        | Gedecktbass | 8′  |
| 18.        | Choralbass  | 4′  |
| 19.        | Posaune     | 16′ |

- Koppeln:
  - Normalkoppeln: II/I, I/P, II/P
  - Suboktavkoppeln: II/I
- Spielhilfen: 2 freie Kombinationen, 1× freie Pedalkombination, Tutti, Crescendowalze, Zungeneinzelabsteller

## Glocken
Im Jahr 1889 wurde von der Glockengießerei Mabilon in Saarburg eine Glocken (40 kg) für Bilsdorf hergestellt. Mabilon lieferte im Jahr 1894 wiederum eine Glocke (75 kg). Mit der Erhebung zur Pfarrei im Jahr 1961 wurden im Turm der Herz-Jesu-Kirche vier Glocken (d, e, fis, a) aufgehängt.

## Pfarrer

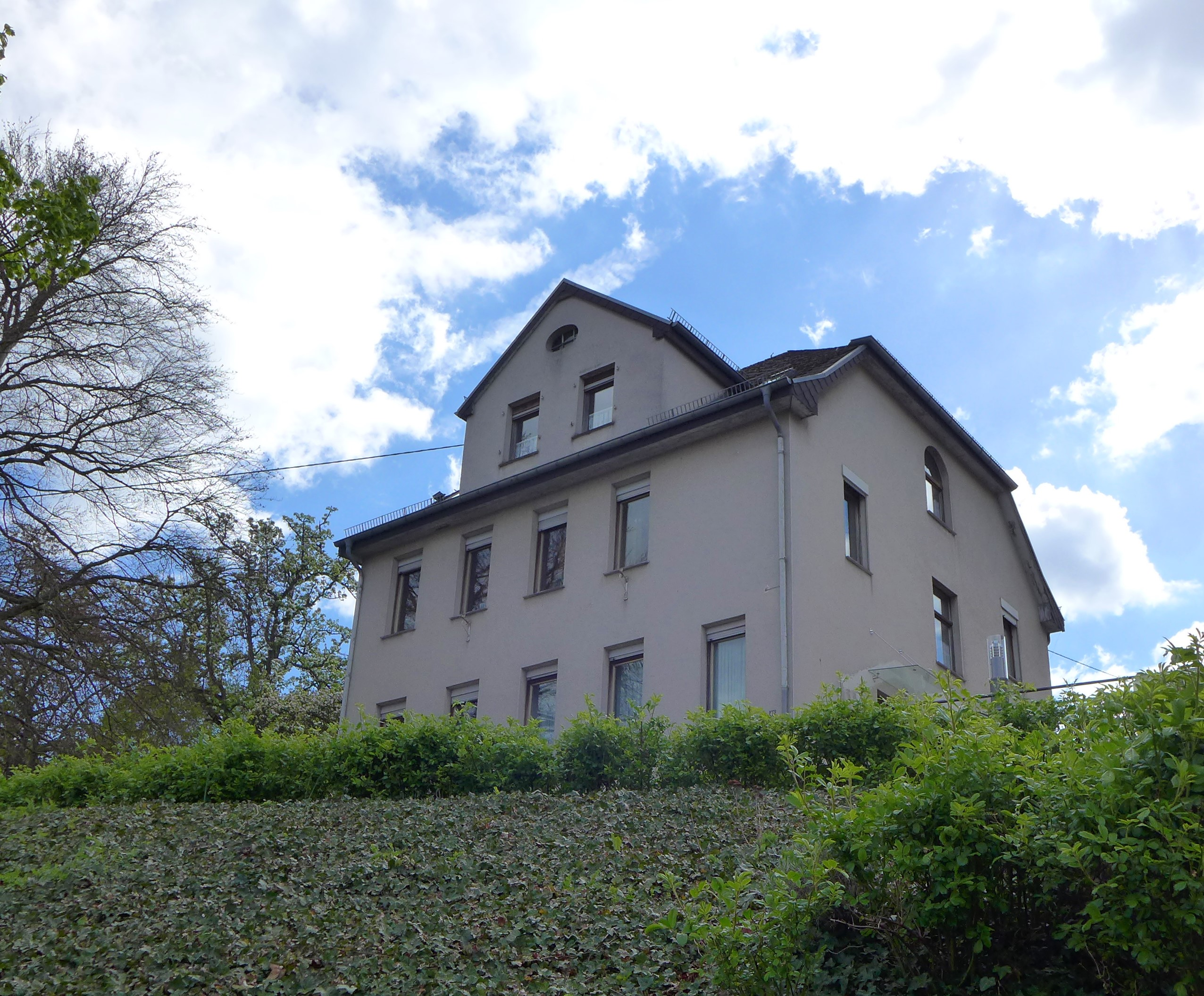
Herz-Jesu-Kirche (Bilsdorf), Ehemaliges Pfarrhaus neben der Kirche

Die Seelsorge der Pfarrei versahen bisher folgende Geistliche:
- Jakob Cornelius: 1921–1927
- Nikolaus Kolling: 1929–1932

In den Jahren 1932 bis 1936 wurde die Pfarrei Bilsdorf durch den Pfarrer von Nalbach mitverwaltet.
- 1932–1935: Richard Meffert (Pfarrer von Nalbach)
- 1935–1936: Josef Jungbluth (Pfarrer von Nalbach)
- Peter Stricker: 1936–1944
- Karl Weller: 1944–1954
- Ignaz Fuhrmann: 1954–1958
- Willi Neurohr: 1958–1986
- Josef Groß: 1986–1990
- Erich Fuchs: 1991–2000
- Wolfgang Goebel: 2001–2011
- Manfred Plunien: 2012 ad multos annos

## Friedhof
Im Mittelalter wurden alle Toten des Dorfes Bilsdorf auf dem Nalbacher Kirchhof bestattet. Bestattungen bei der Körpricher Michaelskapelle gab es erstmals in den Jahren 1695 bis 1705, als Körprich, das von allen Nalbacher Talgemeinden am weitesten von der Nalbacher St. Peter und Paul entfernt lag, kirchlich eine größere Selbständigkeit gegenüber Nalbach anstrebte. Als im Jahr 1762 die gotische Nalbacher Kirche zugunsten eines barocken Neubaus abgerissen wurde und der Nalbacher Kirchhof deshalb nicht belegbar war, wurden für vier Wochen alle Toten des Nalbacher Tales auf dem Kirchhof der Körpricher Kapelle beerdigt. Anschließend benutzte man aber wieder den Nalbacher Kirchhof bis zum Jahr 1867. Ein Plan, die Toten von Körprich und Bilsdorf auf einem gemeinsamen Friedhof zu begraben, scheiterte im Jahr 1866. Daraufhin belegte man in Körprich wieder den Friedhof um die Körpricher Michaelskapelle. Die Bilsdorfer Toten wurden weiterhin nach Nalbach gebracht, wo man im Jahr 1868 auf dem Gelände zwischen Fußbachstraße und Galgenberg einen neuen Friedhof anlegte. Dieser Friedhof war als Friedhof von Nalbach, Piesbach, Bettstadt, Bilsdorf und Diefflen konzipiert. Diese Funktion verlor er mit der Anlage von eigenen Friedhöfen in den einzelnen Dörfern des Nalbacher Tales im Zusammenhang mit der kirchlichen Abtrennung von der Nalbacher Mutterpfarrei. Der jahrhundertealte Kirchhof bei der Nalbacher Kirche wurde in der Folgezeit eingeebnet.
Erst mit der Erhebung Bilsdorfs zur Außenkaplanei von Nalbach legte man im Jahr 1921 einen eigenen Friedhof oberhalb des Dorfes an. Hier wurde im Jahr 1973 eine Leichenhalle zur Aufbahrung der Toten gebaut, die bis dato drei Tage in den Stuben der Wohnhäuser aufgebahrt lagen.